# Carnevale di Ronciglione

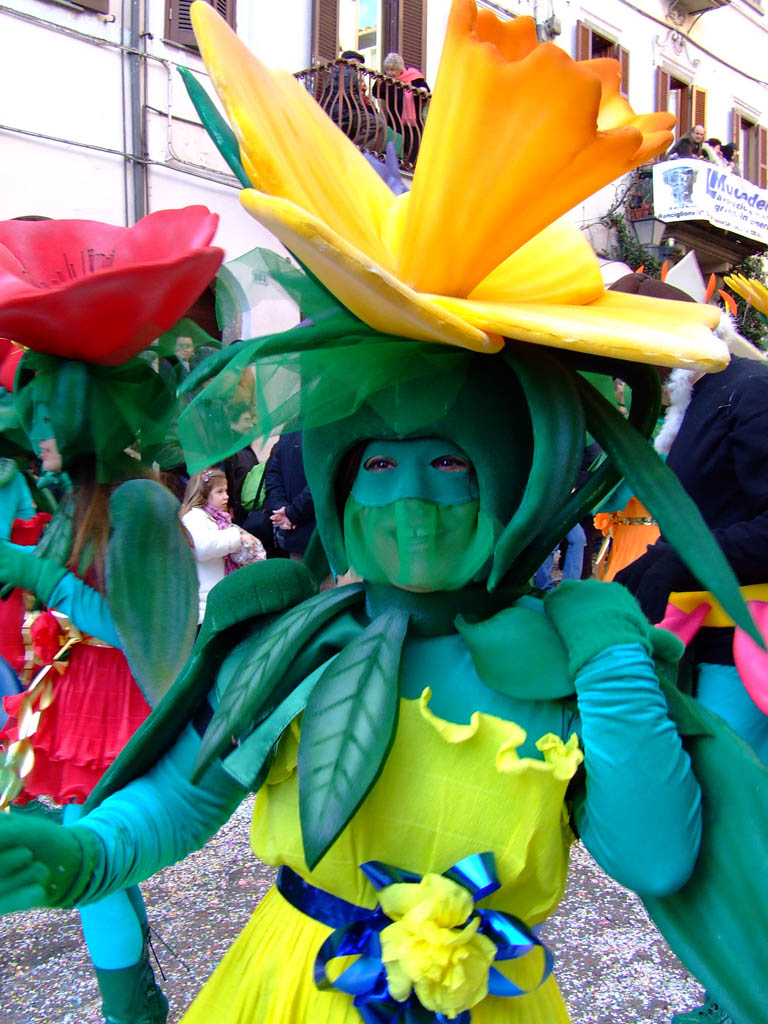
Una maschera del Carnevale di Ronciglione

Il Carnevale di Ronciglione è una manifestazione storica che si svolge ogni anno a Ronciglione (VT) ed è considerato tra i più antichi dell'Italia centrale e tra i 10 più belli d'Italia.
Un carnevale che nasce dalla derivazione del carnevale romano rinascimentale e barocco le cui origini vanno indietro nel tempo: sembra che risalga al 1538, quando papa Paolo III Farnese per festeggiare l’investitura del figlio Pier Luigi Farnese a duca di Castro e Ronciglione concesse ai ronciglionesi tre giorni di bagordi, che a quanto pare la popolazione non disdegnò affatto.
La manifestazione presenta diversi spettacoli legati alla storia del paese: dalle cavalcate degli Ussari ai "Nasi Rossi" e al grandioso "Corso di Gala". Il tutto si svolge nelle eleganti vie rinascimentali e barocche caratterizzate da splendidi palazzi e grandi piazze.
È il suono del “campanone”, dai tetti del municipio, ad annunciare l’inizio dei cinque giorni di pura follia da giovedì grasso con la consegna delle chiavi della città a Re Carnevale fino al mercoledì delle ceneri, quando il paese torna lentamente alla normalità.
Una festa sentita da tutta la popolazione, durante la quale le vie si riempiono di luci, musiche, colori e sapori: maschere, bande folcloristiche, Ussari, carri allegorici, Nasi Rossi, la giornata del Carnevale Jotto, il rituale della morte di Re Carnevale con la fiaccolata finale e la partenza del globo aerostatico sono i protagonisti del carnevale. Vengono, inoltre, organizzati gli attesissimi veglioni presso il Palasport e nei ristoranti locali per far divertire grandi e piccini.
Importante appuntamento dall'edizione 2018 è la Carnival SoapBox Race, una parata tra vetture senza motore i cui conducenti rigorosamente in maschera competono sul miglior tempo e sull’originalità sfrecciando per le vie del paese. Dopo questa sana e divertente "gara" inizia  il Carnevale Jotto, ovvero la giornata gastronomica, durante la quale Polentari, Faciolari, Tripparoli, Fregnacciari e Frittellari rendono la piazza una grande e profumata sala da pranzo, dove assaggiare deliziosi piatti accompagnati da una buona dose di vino.
Famosissimo il grandioso ed elegante Corso di Gala delle due domeniche di carnevale. Sono migliaia i ronciglionesi che ogni anno decidono di non mancare a questo secolare appuntamento sfilando con stupendi abiti sartoriali di fattura locale. Ad accompagnarli ci sono carri allegorici e bande folcloristiche, in primis la Banda Cittadina “Alceo Cantiani”, nata nel 1835 e diventata parte integrante della manifestazione. È proprio la banda ronciglionese a suonare il noto Saltarello, amatissimo ballo di gruppo che coinvolge da anni e anni l'intera popolazione senza differenze di età.
Non si può, inoltre, perdere il Carnevale della Notte (sabato e martedì grasso), un'attrazione che attira sempre più figuranti ma anche spettatori, pronti a sfidare il freddo delle serate invernali pur di godere di uno spettacolo ogni anno nuovo e unico. La manifestazione è nata in maniera estemporanea dalla grande creatività e passione dei più giovani, che in un clima di sana competizione inventano ogni anno maschere molto originali andando alla ricerca del “non visto”.
Protagonisti del carnevale sono gli Ussari: un gruppo di cavalieri, vestiti con costumi del XIX secolo, che si lancia in un'emozionante cavalcata per le vie del paese, rievocando il periodo del dominio francese. La leggenda narra che un capitano degli ussari francesi, di stanza a Ronciglione in difesa dello Stato Pontificio, innamoratosi di una bella dama, per pavoneggiarsi davanti ai suoi occhi sfilò più volte alla testa dei suoi dragoni, dando così origine alla tradizione.
Carnevale non è carnevale senza i dolci... tipici di questo periodo sono le castagnole fritte o al forno, i ravioli ripieni, le frappe e soprattutto le “fregnacce”, nome locale che indica una sorta di crêpe riempita con zucchero e cannella, ricotta o pecorino, una delizia immancabile e irrinunciabile per tutta la popolazione ronciglionese.

## Confraternite

### Nasi Rossi
Rappresentano gli adoratori di Bacco, una maschera che il lunedì di carnevale dà vita al rituale detto "la pitalata".
Calano in gruppo sulla piazza come fossero un esercito con i loro “pitali” pieni di succulenti rigatoni e brandendo in aria minacciosi i loro forchettoni! Camicione bianco, berretto da notte e naso rosso, da oltre cento anni rappresentano l’anima buontempona e godereccia dei ronciglionesi! Dopo l’apertura delle “Pile di sugo”, inizia la loro goliardica e temuta carica sulle note del loro famoso inno al vino… “Che l’acqua è fatta pei perversi, il diluvio Io mostrò!”…Radunati in piazza, rincorrono gli spettatori per offrire sadicamente i loro gustosi maccheroni.
Una società, questa, molto antica: l'anno di fondazione della società dei Nasi Rossi è il 1900 come si legge dal loro statuto.
Sembra che all'epoca due barbieri e due calzolai del luogo si ritrovarono in un'osteria del paese. Tra un bicchiere e l’altro, uno di loro raccontò che al mattino si era accorto di  avere il naso completamente rosso. Dopo un attimo di esitazione si era ricordato che la sera prima, a causa del troppo vino rosso bevuto, aveva scolato per sbaglio i rigatoni nel vaso da notte ("pitale" in dialetto ronciglionese) per poi condirli con il sugo di carne e una manciata di pecorino... e meno male che la "particolare" scodella era pulita!!!
Per ricordare questo ilare fatto, i quattro amici lo stesso giorno, proprio durante il carnevale, decisero di fondare la “Società dei Nasi Rossi” fatta di bontemponi, mangiatori e bevitori.
Venne così stabilito che, per essere ammessi nella Società, sarebbe bastato pagare un litro di vino e darsi da fare affinché il lunedì di carnevale fosse interamente dedicato a loro: una giornata in cui avrebbero distribuito a tutti “Rigatoni al Pitale ben conditi con sugo di carne”.

### Compagnia della Penitenza
Nata nel 1986, questa confraternita ha il compito di preparare e accompagnare il funerale di Re Carnevale. Gli appartenenti a questa compagnia sfilano incappucciati il martedì grasso, per catturare e cacciare il "Re Carnevale", sono incappucciati proprio perché sono gli stessi che lo inviteranno nuovamente l'anno successivo. Ancora oggi Re Carnevale, che è rappresentato da un pupazzo di cartapesta, viene portato in cielo da un coloratissimo globo aerostatico il martedì sera in piazza della Nave.
Oltre alla  antica Compagnia della Penitenza il funerale è accompagnato anche dalla Compagnia della Buona Morte, nata nel 2016: il suo compito è trasportare materialmente il globo aerostatico.

## Programma tradizionale

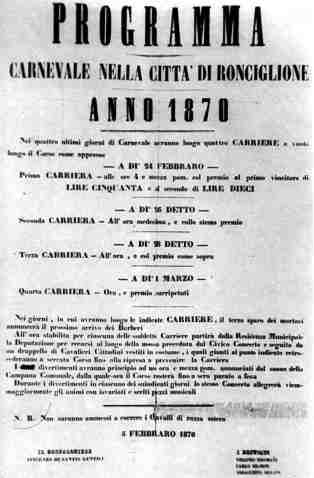
Un manifesto del programma del Carnevale di Ronciglione 1870.

Il programma qui di seguito riportato è quello tradizionale, ma bisogna considerare che di anno in anno può subire delle variazioni negli orari e nei vari eventi inseriti.
- Giovedì grasso:
  - Ore 14.30 - Il Campanone di Carnevale suona a distesa per annunciare il ritorno di Re Carnevale.
  - Ore 15.00 - Ha inizio la follia di Carnevale. Le autorità cittadine e del Carnevale consegnano le chiavi della Città di Ronciglione a Re Carnevale e alla sua Madrina scortati da un drappello di Ussari.
  - Ore 15.30 - Parata Storica degli Ussari.
  - Ore 16.00 - Gran Carnevale dei Bambini.
  - Ore 17.00 - La Confraternita di Sant’Orso offre tozzetti e vino a tutti gli ospiti.
- Sabato grasso:
  - Ore 14.30 - Il Campanone di Carnevale suona a distesa per annunciare il ritorno di Re Carnevale.
  - Ore 15.00 - Carnevale Soap Box Race (prima edizione Carnevale 2018).
  - Ore 17.00 - Carnevale Jotto. Pomeriggio gastronomico con: Polentari, Faciolari, Tripparoli, Fregnacciari, Fritellari e degustazione della “Nellina Merenda Genuina”. A seguire tutti in Piazza della Nave a ballare il tradizionale Saltarello di Carnevale.
  - Ore 23.00 - Carnevale della Notte con le maschere create dalla fantasia dei ragazzi.
  - Ore 23.30 - Veglionissimo del Carnevale presso il PalaCarnevale.
- Domenica: 
  - Ore 11.00 - Rappresentazione di una commedia teatrale in dialetto “roncionese”.
  - Ore 15.00 - Passeggiata ed esibizione della Banda cittadina “Alceo Cantiani” e Majorettes.
  - Ore 15.30 - Parata Storica degli Ussari.
  - Ore 16.00 - Corso di Gala: maschere, carri allegorici, gruppi mascherati e bande folcloristiche. A seguire tutti in Piazza della Nave a ballare il tradizionale Saltarello di Carnevale.
- Lunedì: 
  - Ore 14.30 - Il Campanone di Carnevale suona a distesa. Carnevale dei Nasi Rossi - Il Naso Rosso, maschera tipica del Carnevale di Ronciglione.
  - Ore 16.00 - Il Consiglio direttivo dei Nasi Rossi decreta l’apertura delle “Pile di Sugo”.
  - Ore 16.30 - Tradizionale Carica dei Nasi Rossi.
  - Ore 17.30 - Degustazione di carne di maiale condita e cotta al forno.
- Martedì grasso: 
  - Ore 14.30 - Il Campanone di Carnevale suona a distesa.
  - Ore 15.30 - Parata Storica degli Ussari.
  - Ore 16.00 - Gran Carnevale dei Bambini e mascherate spontanee.
  - Ore 17.30 - Tutti in Piazza della Nave a ballare il tradizionale Saltarello e musiche carnascialesche.
  - Ore 18.30 - Rappresentazione della Morte di Re Carnevale e apertura del suo testamento. Corteo funebre con la tradizionale Fiaccolata della “Compagnia della Penitenza” e della “Compagnia della Buona Morte”.
  - Ore 19.30 - Partenza di Re Carnevale a cura della Compagnia della Penitenza con il Globo Aerostatico. A seguire tutti in Piazza della Nave a ballare il tradizionale Saltarello di Carnevale.
  - Ore 23.00 - Carnevale della Notte con le maschere create dalla fantasia dei ragazzi.
  - Ore 23.30 - Veglionissimo del Carnevale presso il PalaCarnevale.